# Araszolók

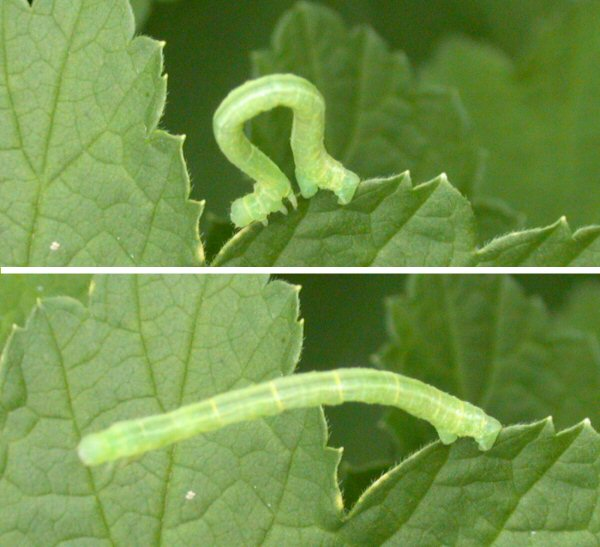
Araszoló hernyója araszol

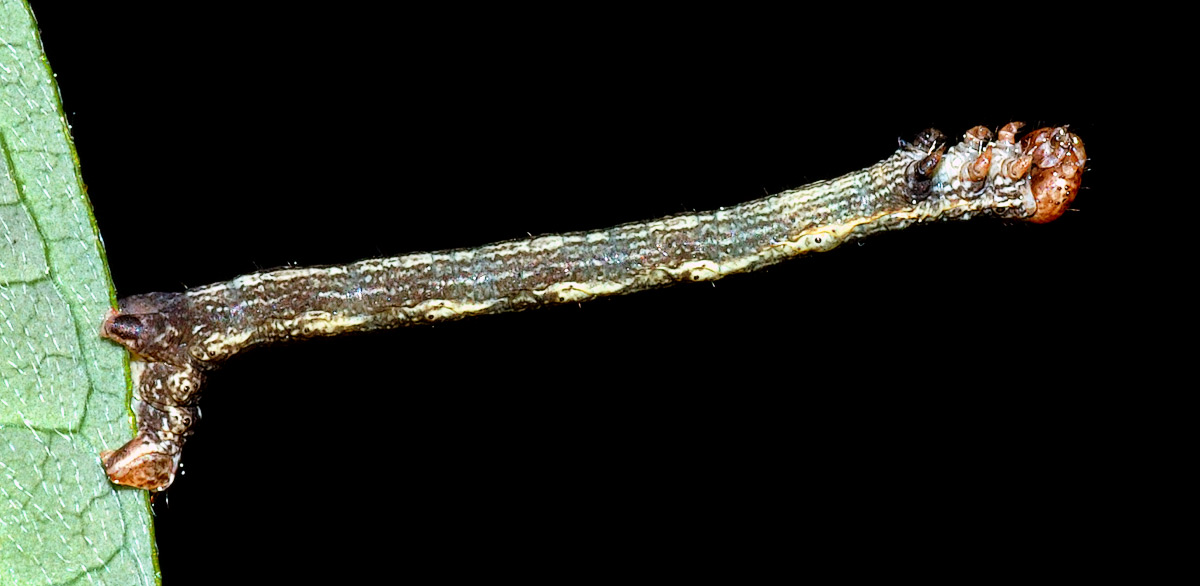
Araszoló hernyójának jellegzetes testtartása

Az araszolók (Geometridae) a valódi lepkék (Glossata) alrendjében a kettős ivarnyílásúak (Ditrysia) osztag egyik különösen forma- és fajgazdag családja. Nevüket hernyóik jellegzetes mozgásáról kapták.

## Megjelenésük, felépítésük
Két szárnypárjuk (mind színeikben, mind rajzolatukban) meglehetősen hasonló. Testük általában karcsú, fejük kicsi, pödörnyelvük gyengén fejlett.
Hernyóikról a tolólábak és az utolsó előtti lábpár kivételével az összes potrohláb hiányzik (torlábaik megvannak).

## Életmódjuk, élőhelyük
Többnyire alkonyatkor aktívak; éjjel és nappal is csak ritkán repülnek. Pihenéskor szárnyaikat lelapítva tartják.
A hernyók mozgása (miről nevüket kapták) egészen sajátságos: torlábaikkal megkapaszkodnak, majd testüket Ω alakban felgörbítve tolólábaikat a torlábak mögé teszik, és két potrohlábukkal kapaszkodnak meg. Torlábaikkal elengedik a fogást, testüket kinyújtva torlábaikat elöl teszik le, és ismét megkapaszkodnak velük stb. Ha a hernyót nyugtalanítja valami, hátsó lábaival erősen megkapaszkodik, és testét merev tartással, ferdén előrenyújtja a levegőben. Ebben az állapotában igen könnyű szem elől téveszteni, mert nagyon hasonlít egy száraz ágacskára. A mimikrinek ez a fajtája (védő hasonlóság mozdulatlan tárgyakhoz) a mimezia.
Fajaik leginkább mezőgazdasági és erdészeti kártételeikről ismertek.

## Ismertebb európai fajok
- nagy téliaraszoló (Erannis defoliaria)
- Anker-araszoló (Erannis ankeraria)
- kis téliaraszoló (Operophtera brumata)
- pöszmétearaszoló (Abraxas grossulariata)
- fenyőaraszoló (Bupalus piniarius)
- fekete araszoló (Odezia atrata)
- békabogyó-araszoló (Acasis appensata)
- bükki hegyiaraszoló (Entephria cyanata)
- fenyő-sávosaraszoló (Hylaea fasciaria)